# The Grand Budapest Hotel
The Grand Budapest Hotel is een film uit 2014 geschreven en geregisseerd door Wes Anderson. De hoofdrol wordt vertolkt door Ralph Fiennes. De film is gebaseerd op de werken van Stefan Zweig. De film ging in première op 6 februari op het Internationaal filmfestival van Berlijn.

## Verhaal
"The Grand Budapest Hotel" vertelt het verhaal van een schrijver die, op zoek naar inspiratie, verblijft in het gelijknamige hotel, in de fictieve natiestaat Zubrovka. In het verder bijna verlaten hotel ontmoet hij de eigenaar, Zero Mustafa (Abraham), die hem vertelt over zijn jeugd in de jaren dertig, waarin hij als piccolo in het hotel werkte. Het "Grand Budapest" staat dan nog hoog in aanzien en wordt beheerd door een anoniem persoon. Diens toezichthouder is de geliefde conciërge Gustave H. (Fiennes), waar Zero al gauw een vriendschappelijke band mee sluit.
Alles verloopt goed totdat een rijke klant en voormalige minnares van monsieur Gustave - Madame Céline Villeneuve Desgoffe und Taxis - wordt vermoord. Samen met Zero woont hij haar begrafenis bij en bij het voorlezen van het testament ontdekken ze dat zij de anonieme eigenaar van het hotel was. Gustave blijkt een onbetaalbaar schilderij te erven, tot groot ongenoegen van haar familie. Haar zoon Dmitri (Brody) besluit het er niet bij te laten en beschuldigt hem van moord. Hij ontvlucht samen met Zero het huis en neemt gelijk het schilderij mee, dat hij in het hotel verbergt.
Daar wordt hij door de politie opgewacht en gevangengezet. Zero en zijn jonge vrouw, Agatha, smokkelen echter in gebak verstopte werktuigen binnen en hij weet te ontsnappen. Tijdens zijn vlucht krijgt hij bericht dat de bediende Serge X. onder dwang van Dmitri tegen hem heeft getuigd en besluit hem achterna te gaan. Serge wordt uiteindelijk gevonden in een klooster op Gabelmeister's Peak. Hij vertelt Gustave dat er bewijs van zijn onschuld is, maar voor hij kan vertellen waar, wordt hij vermoord door een door Dmitri ingehuurde agent. Monsieur Gustave en Zero achtervolgen hem in de sneeuw en weten hem uiteindelijk van een afgrond te duwen.
De twee besluiten om het schilderij, dat in het hotel opgeslagen ligt, op te halen en vervolgens het land uit te vluchten. Vermomd als gebakskoeriers sturen ze Agatha het gebouw in en blijven zelf in de auto wachten. Het hotel wordt sinds de uitgebroken oorlog echter als troepenbarak gebruikt en Dmitri arriveert voor een bijeenkomst van de "ZZ". Deze ziet Agatha met zijn schilderij lopen en begint een achtervolging in het hotel; op zijn beurt weer achternagezeten door Zero en de conciërge. Als Agatha en Zero echter met het schilderij uit het raam vallen, bemerken ze een (door Serge) verborgen document aan de achterkant. Ze besluiten het met z'n allen te openen en het blijkt een nieuw testament van madame D., waarin ze, in geval van moord, alles aan monsieur Gustave nalaat.
Mustafa vertelt de schrijver, dat toen Gustave vroeg stierf, hij het complete fortuin erfde. Maar in plaats van het geld te investeren, stak hij door de jaren heen alles in het verliesmakende hotel, als herinnering aan de tevens vroeg overleden Agatha.
Met zijn boek is de schrijver de meest succesvolle schrijver van zijn land geworden en het besluit de film met de melancholische woorden: "Het was inderdaad een betoverende ruïne, maar ik heb ze daarna nooit meer gezien."

## Rolverdeling
| Acteur            | Personage                   |
| ----------------- | --------------------------- |
| Ralph Fiennes     | Monsieur Gustave H.         |
| F. Murray Abraham | Zero Moustafa               |
| Mathieu Amalric   | Serge X.                    |
| Adrien Brody      | Dmitri                      |
| Willem Dafoe      | J. G. Jopling               |
| Jeff Goldblum     | Zaakwaarnemer Vilmos Kovacs |
| Harvey Keitel     | Ludwig                      |
| Jude Law          | Jonge auteur                |
| Bill Murray       | Monsieur Ivan               |
| Edward Norton     | Henckels                    |
| Saoirse Ronan     | Agatha                      |
| Jason Schwartzman | Monsieur Jean               |
| Léa Seydoux       | Clotilde                    |
| Tilda Swinton     | Madame D.                   |
| Tom Wilkinson     | Auteur                      |
| Owen Wilson       | Monsieur Chuck              |
| Tony Revolori     | Zero                        |
| Larry Pine        | Mr. Mosher                  |

## Ontvangst
De film werd over het algemeen uitermate positief ontvangen. Op Rotten Tomatoes scoorde de film 92%, met een 8,4 als gemiddelde score. Op IMDb kreeg de film een 8,1 en op Metacritic 88%. Ook stond de film in verscheidene toptienlijsten van de beste films van 2014, waaronder die van Rotten Tomatoes, IMDb, RogerEbert.com, Time, The Guardian, The Independent en Variety.
Ook in Nederland werd de film buitengewoon positief ontvangen. Bijna alle grote kranten gaven de film vier of vijf sterren. recensent Pauline Kleijer van De Volkskrant gaf de film vijf sterren en schreef: "The Grand Budapest Hotel is een zo rijk gevulde komedie dat het publiek ogen en oren tekortkomt. Terwijl het verhaal voortdendert en de personages in hoog tempo indrukwekkend lange zinnen uitspreken, gebeurt in beeld van alles tegelijk." Ook Bart van der Put van Het Parool was positief met vier sterren en schreef: "De Amerikaan [Anderson] verwerpt het realisme en omarmt het kunstmatige, dat in zijn films met kleurrijke stijlmiddelen, maffe personages en ambachtelijke trucagetechnieken opzettelijk wordt benadrukt." Jan Ruyters van Trouw noemde de film: "...opnieuw een geestig, virtuoos geënsceneerde en inspirerende film over hoe kunst en verbeelding toch de vernietiging weerstaan.”
De film bracht ongeveer € 172,2 miljoen op, op een budget van € 31 miljoen, waarmee het Andersons succesvolste film tot dan toe was.

## Achtergrond
De film werd geïnspireerd op de boeken van Stefan Zweig. De schrijver bracht naar eigen zeggen zijn meest gelukkige jaren door in Wenen en daarom probeerde het productieteam de huizen van Zubrovka te laten lijken op de Weense architectuur. Hiernaast trachtte Anderson een toon van melancholie door de film te laten vloeien, zoals deze ook door het werk van Zweig verweven was. Daarbij lijkt het beeld van de fictionele schrijver aan het begin van de film erg op een beeld van Zweig, gelokaliseerd in de Jardin du Luxembourg, Parijs. Het ontwerp van het Grand Budapest werd gebaseerd op Hotel Gellért, dat in Budapest ligt; vandaar de titel.

## Prijzen en nominaties
- British Academy Film Awards 2015: 5 BAFTA Film Awards en daarnaast 5 nominaties
- Golden Globe Awards 2015: 1 Golden Globe en daarnaast 3 nominaties
- Academy Awards (Oscars) 2015: 4 Oscars en daarnaast 5 nominaties

## Soundtrack
De muziek in de film is geschreven door Andersons vaste componist Alexandre Desplat, die speciaal voor de film Slavische volksmuziek, waaronder de Kamarinskaja, en -instrumenten koos. Alle stukken zijn uitgevoerd door het Osipov State Russian Folk Orchestra. De soundtrack ontving een Oscar en een BAFTA-Award voor de beste muziek en werd in februari 2014 op cd uitgegeven.

## Trivia
- Voor een aantal scènes in de film werd gebruik gemaakt van miniaturen. Onder andere het hotel zelf, de tandradspoorweg, het observatorium en het standbeeld op de rots zijn maquettes die in de film verwerkt werden.
- De (niet-bestaande) fascistische organisatie in Zubrovka wordt in de film de "ZZ" genoemd, een groep die qua logo en pakken erg op de nationaalsocialistische SS lijkt.
- De meeste acteurs in de film, onder wie Bill Murray, Adrien Brody, Owen Wilson en Jason Schwartzman, behoren tot de vaste groep mensen die Anderson voor het merendeel van zijn films uitkiest.[5]
- De muziek van het stuk 'Overture: M. Gustave H' uit de soundtrack van de film werd in 2014 gebruikt door het programma De Avondetappe in het onderdeel 'De Rennerkenner'.